# Choeroniscus godmani
Choeroniscus godmani é uma espécie de morcego da família Phyllostomidae. Pode ser encontrada no México, Guatemala, Belize, El Salvador, Honduras, Nicarágua, Costa Rica, Colômbia, Venezuela, Guiana, Suriname, Guiana Francesa e Brasil.